# The Vibrators
The Vibrators (deutsch: Die Vibratoren) ist eine Punkrock-Band aus London, die 1976 gegründet wurde.

## Geschichte

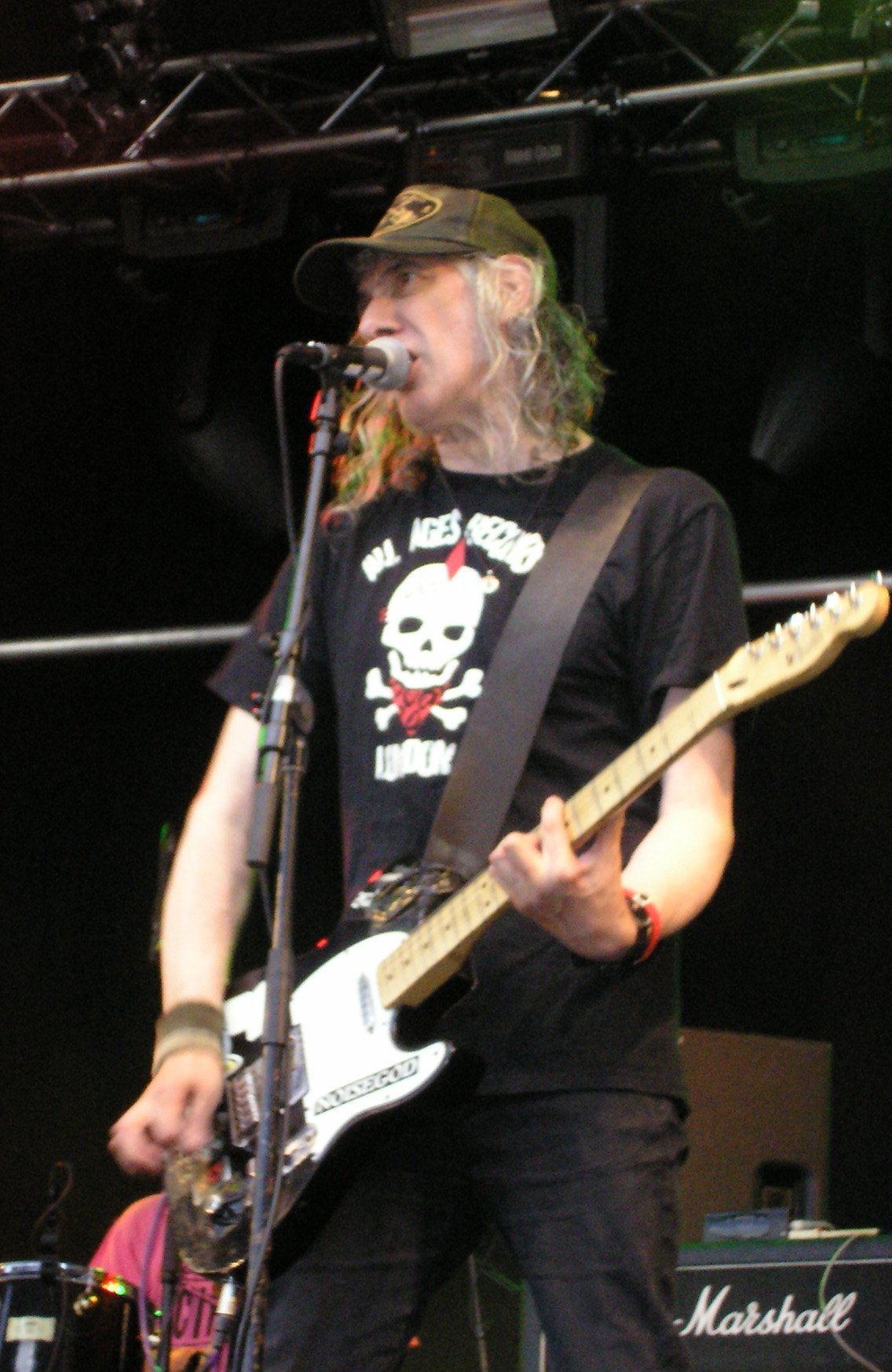
Gitarrist Knox auf dem Augustibuller Festival 2007

Der Gitarrist Ian „Knox“ Carnochan, der Bassist Pat Collier, Gitarrist John Ellis und der Schlagzeuger Eddie Edwards gründeten The Vibrators. Ihren ersten öffentlichen Auftritt hatte die Band als Vorband von The Stranglers im Februar 1976 im Honsey Art College in London. Schon bald darauf spielten sie im 100 Club im Vorprogramm der Sex Pistols. Die erste Single We Vibrate erschien im November 1976. Im Frühjahr 1977 begleiteten sie Iggy Pop auf seiner Englandtour, sie bekamen einen Vertrag bei Epic Records und brachten die Single Baby Baby heraus. Es folgte das Album Pure Mania, das in die Top 50 der englischen Charts kam. Mit der Single Automatic Lover bekam die Band einen Fernsehauftritt in der Sendung Top of the Pops. Die zweite Langspielplatte V2 erreichte in den UK-Charts Platz 33. Das darauf enthaltene Troops of Tomorrow erlangte durch ein Cover der Band The Exploited noch größere Bekanntheit.
Danach gab es einen steten Wechsel der Bandmitglieder, und eine Reihe von Singles erschien, darunter Gimme Some Lovin’ und Disco in Mosco. Zu den zeitweiligen Mitgliedern gehörte u. a. Ian Woodcock von den Punkrock-Pionieren Eater. Die Band löste sich für kurze Zeit ganz auf, bis 1982 die Kombination Knox, Eddie, Pat Collier und John Ellis wieder zueinander gefunden hatte. Es erschien darauf Single und Album mit demselben Namen, Guilty. Die Langspielplatte Alaska 127, die 1984 auf den Markt kam, war nach Pat Colliers Studio benannt. Das Album Fifth Amendment erschien 1985. Danach verließen Pat Collier und John Ellis die Band, und es gab wieder einen ständigen Wechsel bei den Gitarristen. Von 1996 bis 1999 gab die Band in der Besetzung Knox, Eddie „The Drummer“ Edwards und Nick Peckham am Bass jährlich über hundert Konzerte in den USA und Kanada und brachte eine Handvoll Alben heraus. Seit 2003 ist Pete, von der finnischen Band No Direction kommend, Bassist im Trio, das bis heute noch pausenlos auf Tour geht.
In ihrer langen Laufbahn waren die Vibrators mit Iggy Pop, Ian Hunter, The Flaming Groovies, The Misfits und den Die Toten Hosen unterwegs und Bands wie The Exploited, UK Subs, GBH, R.E.M. und Die Toten Hosen coverten ihre Songs. Die Band Stiff Little Fingers benannte sich nach einem ihrer Songs vom Album Pure Mania.
Gründungsmitglied Pat Collier verstarb im Juli 2024 im Alter von 72 Jahren.

## Diskografie

### Alben
- 1977: Pure Mania
- 1978: V2
- 1982: Guilty
- 1984: Alaska 127
- 1985: Fifth Amendment
- 1986: Live
- 1988: Recharged
- 1988: Meltdown
- 1989: Vicious Circle
- 1990: Volume 10
- 1994: Hunting for You
- 1996: Unpunked
- 1997: French Lessons with Correction
- 1999: Rip up the City – Live
- 1999: Buzzin
- 2000: Noise Boys
- 2001: Live at the Nashville ‘77
- 2002: Live at CBGB’s
- 2002: Energize
- 2004: Live Energized GBGB’s
- 2009: Under the Radar
- 2013: On the Guest List

### Singles
- 1976: We Vibrate / Whips and Furs
- 1976: Pogo Dancing / The Pose
- 1977: Bad Time / No Heart
- 1977: Baby Baby / Into the Future
- 1977: London Girls (Live) / Stiff Little Fingers (Live)
- 1977: London Girls (Live) / Stiff Little Fingers (Studio)
- 1978: Automatic Lover / Destroy
- 1978: Judy Says (Knock You in the Head)
- 1980: Gimme Some Lovin' / Powercry
- 1980: Disco in Mosco / Take a Chance
- 1982: Baby Baby (new version) / Dragnet
- 1983: Guilty / Hang Ten
- 1983: MX America / Shadow Love
- 1984: Flying Home / Punish Me with Kisses
- 1984: Baby Blue Eyes / Amphetamine Blue
- 1985: Blown Away by Love / The Demolishers
- 1988: String Him Along / Disco in Mosco
- 1990: Halfway to Paradise / Drive
- 1994: Retro-Active
- 1998: Troops of Tomorrow
- 2000: I Hate Xmas
- 2007: Sonic Reducer
- 2009: Troops of Tomorrow / I Kissed a Girl
- 2013: Slow Death
- 2016: Rock N Roll Rescue